# Joseph Ducuing
Joseph Ducuing est un médecin français né à Toulouse le 14 avril 1885 et mort le 11 avril 1963 à Vigoulet-Auzil, qui a dirigé le Centre régional anti-cancéreux (CRAC) de Toulouse pendant 20 ans et qui a donné son nom à l'hôpital Joseph-Ducuing faisant partie des membres fondateurs.

## Biographie
Joseph Ducuing est né à Toulouse le 14 avril 1885 dans une famille de cinq enfants. Ses parents, Urbain et Henriette (née Courapied) tiennent un commerce de fournitures pour cafés et hôtels place Lafayette (actuelle place Wilson). Son père, négociant et voyageur de commerce, est vraisemblablement représentant en porcelaine de Limoges.
Il fréquente le lycée de garçons et en juillet 1906 il réussit le concours Physique-Chimie-Sciences naturelles (PCN) qui lui permet d'entrer en faculté de médecine.
Le 27 décembre 1906 il épouse Jeanne Rivière avec laquelle il aura trois filles.
En 1912 il est lauréat de la faculté de médecine, il est reçu chef de clinique et en décembre il soutient sa thèse intitulée : « Contribution expérimentale à l'étude des greffes totales ».
Durant son internat, il commence à donner des conférences et à publier des articles médicaux, activité qu'il mènera tout au long de sa carrière sur les thèmes de la chirurgie, la transfusion sanguine, les greffes articulaires, la traumatologie de guerre, le cancer et la gynécologie. Il est l'auteur du "complexe Autorité-Confiance" qu'il a développé à travers des publications et conférences.
Durant ses études il se noue d'amitié avec Camille Soula qui soutient sa thèse de médecine la même année que lui. Ils mèneront des projets de recherche ensemble et travailleront en équipe au Centre Régional Anti-Cancéreux (CRAC) devenu Institut Claudius Regaud, puis actuel Oncopole.
Mobilisé 2 août 1914, il se rend à Verdun puis il est affecté dans une ambulance chirurgicale d'abord à Châlons-en-Champagne puis à Saint-Gaudens à partir de 1916.
Le 20 avril 1918 il publie un article dans la Dépêche de Toulouse, « La transfusion sanguine du point de vue médico-légal », qui soulève la question éthique de la possibilité de rémunérer un donneur de sang.
Démobilisé en 1919, il est nommé chef de travaux de médecine opératoire et obtient en 1920 l'agrégation de chirurgie générale.
En 1922 il est professeur à la faculté de médecine et chirurgien-chef des hôpitaux et l'année suivante il ouvre sa clinique chirurgicale, rue du Languedoc.
Sa deuxième fille, Yvonne, épouse en 1928 le peintre Marc Saint-Saëns qu'elle a connu chez le professeur Camille Soula, ami de son père. Son gendre l'a représenté dans deux de ses fresques réalisées en 1935 :
- celle de la salle de consultation du CRAC (aujourd'hui exposée dans une salle de conférence de l'Institut Claudius Regaud)
- celle de la salle de lecture de la bibliothèque municipale de Toulouse

En 1929 il est nommé directeur du CRAC qu'il dirige pendant vingt ans en modernisant et rénovant les équipements.
En 1932 il fonde l'association régionale de lutte contre le cancer.
Durant la seconde guerre mondiale, le gouvernement de Vichy le relève de ses fonctions professionnelles en raison de appartenance au parti communiste.
Il a apporté son aide et a fait travailler des médecins républicains espagnols réfugiés à Toulouse chassés par l'Espagne franquiste. Il fréquente la librairie de Silvio Trentin qui à partir de 1936 est le lieu de rencontre des antifascistes toulousains puis devient pendant la guerre celui des résistants.
En 1941 il est partiellement rétabli dans ses fonctions dont il retrouve l'intégralité en 1945.
En 1946 son service est transféré de l'Hôtel-Dieu de Toulouse au nouvel hôpital Purpan.
Tout au long de sa carrière il effectue des voyages en Belgique, aux États-Unis, en Angleterre, en Espagne, en URSS, en Hongrie, en Italie, en Chine, au Vietnam, au Mexique pour participer à des congrès et conférences et visiter des hôpitaux dont il reprendra certaines idées pour moderniser les équipements toulousains.
Il prend sa retraite le 1er octobre 1958 et décède le 11 avril 1963 dans sa résidence de Vigoulet-Auzil.

## Principales publications
- Phlébites, thromboses et ambolies post-opératoires, 1921
- La phlébite, 1926
- L'erreur en médecine, retranscription de conférences à l'ancienne Faculté de lettres dans Toulouse-Médical, 1927
- Phlébites, ambolies et thromboses post-opératoires, 1929
- Collectif, Huit conférences de cancérologie, 1932
- Précis de cancérologie (ill. Yvonne Ducuing et Marc Saint-Saëns), 1932
- Documentation pour l'étude radiographique des métastases vertébrales dans le cancer du sein, 1936
- Le cancer du col utérin, 1938
- Le fibrome utérin, 1945
- Les tumeurs malignes des voies aéro-digestives supérieures, 1949
- « Le complexe Autorité-confiance », Toulouse médical,‎ 1952
- Sémiologie clinique et paraclinique, 1965